# Luiz Olinto Tortorello
Luiz Olinto Tortorello (Matão, 15 de abril de 1937 – São Paulo, 17 de dezembro de 2004) foi um advogado, professor, juiz de direito e político brasileiro.

## Biografia
Filho de José Tortorello e de Antonia Capovilla Tortorello, era formado em Direito, Filosofia e Letras. Advogado, professor universitário e juiz de direito, exerceu a magistratura em diversas comarcas do Estado de São Paulo, acabando por fixar residência em São Caetano do Sul. Foi casado com Avelina Santa Romenelli Tortorello, com quem teve 4 filhos: Luiz, Marco Antônio, Marta Cristina e Maria Angélica.

## Carreira política
Iniciou na política quando foi eleito vereador à Câmara Municipal de Matão e, posteriormente, em São Joaquim da Barra. Foi eleito deputado estadual para a 11ª legislatura do Parlamento paulista, em 1986, com 28.009 votos, assumindo sua cadeira na Assembleia Legislativa do Estado de São Paulo em 15 de março de 1987. 
Em 1988, venceu a eleição para a Prefeitura Municipal de São Caetano do Sul e exerceu o mandato municipal entre 1989 e 1992. Em 1996, concorreu novamente para prefeito de São Caetano do Sul, sendo eleito com 56.268 votos. Em 2000, foi reeleito com 63.509 votos, equivalentes a 78,21% dos votos válidos.
Foi um dos fundadores do Consórcio Intermunicipal Grande ABC, em 1990, e presidiu a entidade em 2002. Também foi fundador da Associação Desportiva São Caetano e presidente de honra do clube.

## Morte
Em 17 de dezembro de 2004, faleceu no Hospital Albert Einstein, onde estava internado desde 16 de novembro. A morte, ocorrida a 14 dias do encerramento da sua terceira gestão, foi provocada por insuficiência respiratória em decorrência de uma infecção pulmonar. O então vice-prefeito do município, Silvio Torres, tomou posse como prefeito para completar o mandato.